# Tossal de Paiasso
El Tossal de Paiasso és una muntanya de 2.772 m d'altitud termenal entre els termes municipals de Sarroca de Bellera, dins del terme municipal de Benés, de l'Alta Ribagorça, agregat al de Sarroca de Bellera el 1970, i la Torre de Cabdella, en el municipi primigeni d'aquest nom.
És a la Serra de les Cabeçades, a l'extrem nord-est del terme de Sarroca de Bellera.
Aquest cim està inclòs al llistat dels 100 cims de la FEEC amb el nom de Pic de Filià (Tossal de Paiasso). 